# Liste der Kulturdenkmäler in Bad Dürkheim
In der Liste der Kulturdenkmäler in Bad Dürkheim sind alle Kulturdenkmäler der rheinland-pfälzischen Stadt Bad Dürkheim einschließlich der Stadtteile Grethen, Hardenburg, Leistadt, Seebach und Ungstein (mit Pfeffingen) aufgeführt. Für den Stadtteil Hausen sind keine Kulturdenkmäler ausgewiesen. Grundlage ist die Denkmalliste des Landes Rheinland-Pfalz (Stand: 19. Dezember 2024).

## Bad Dürkheim

### Denkmalzonen
| Bezeichnung                     | Lage | Baujahr                 | Beschreibung | Bild                           |
| ------------------------------- | --- | ----------------------- | --- | ------------------------------ |
| Denkmalzone Friedhof            | Friedhofstraße Lage | 1572                    | südlicher ummauerter Bereich des 1572 angelegten, mehrfach erweiterten Friedhofs; - Friedhofskapelle St. Salvator, neubarocker Saalbau, 1948–52, Architekt Funk, Bad Dürkheim; - Leichenhalle, eingeschossiger Walmdachbau mit Eckrisaliten, 1838/39, Architekt August von Voit; am Außenbau drei barocke Grabsteine; - vor der Friedhofshalle des 19. Jahrhunderts zwei barocke Grabmäler; - Kriegerdenkmal 1870/71, Findling; - Kriegerdenkmal 1939/45, Beton, 1960, Architekt Franz Lind, Freinsheim; - Grabmäler: Familie Engel-Hoffmann, Galvanoplastik; Familie Fitz, Sandstein; A. M. Schott († 1910), signiert C. M. Geiling 1908; Familie Carl Henel, Gusseisen, letztes Viertel des 19. Jahrhunderts; Ch. Kienlin († 1871), Marmor; F. Becker († 1836), Sandstein; Familie Esswein, 1920er Jahre; an und in der Friedhofsmauer barockzeitliche Grabplatten; - Teile der Friedhofsmauer (1572, 1833) | Fotos hochladen                |
| Denkmalzone Gründungskern       | Eichstraße, Kirchgasse, Römerplatz, Römerstraße, Rote-Kreuz-Straße, Schlosskirchenpassage, Schulgasse, Weinstraße Nord Lage                |                         | überlieferter mittelalterlicher Ortsgrundriss innerhalb der vormaligen Ortsbefestigung, mindestens seit der ersten Hälfte des 19. Jahrhunderts unverändert; erhaltener Siedlungskern um den Bereich der gotischen Schlosskirche mit dichter und geschlossener Blockrandbebauung; Putzbauten und Hofanlagen vorwiegend späten 17. und 18. Jahrhunderts; repräsentative Verwaltungsbauten und Bürgerhäuser sowie Ladeneinbauten im Stil des Klassizismus sowie Historismus; straßenbildprägende Rundbögen mit Polsterfüßen und schmuckvollen Schlusssteinen | BW                             |
| Denkmalzone Kurbrunnenstraße    | Kurbrunnenstraße 20, 22/24, 23, 26 Lage | um 1900                 | villenartige spätgründerzeitliche Wohnhäusern, um 1900 | Fotos hochladen                |
| Denkmalzone Kurparkerweiterung  | Schlossgartenstraße 2, Salinenstraße 7 Lage                                                                                                | 1930er Jahre            | in den 1930er Jahren angelegte Kurparkerweiterung mit geometrischer Wegeführung und Bepflanzung, Brunnenhalle, 1933/34, Architekt Joseph Müller, Neustadt an der Weinstraße, und Traubenkuranstalt | weitere Bilder Fotos hochladen |
| Denkmalzone Schlossgartenstraße | Schlossgartenstraße, neben Nr. 12 Lage | 1897                    | Garten, symmetrisch geführte Wege, 1897, bronzene Figurengruppe (1900?), monumentale Grotte, um 1910, diverse Spolien | BW                             |
| Denkmalzone Schwarzviertel      | Weinstraße Nord 21, 25–37 (ungerade Nummern), 34 und 38–46 (gerade Nummern), Mühlgasse 1, 3 und 2–14 (gerade Nummern), Gerberstraße 1 Lage |                         | Teil der ehemaligen, 1562 erstmals erwähnten Paradiesvorstadt; ein- und zweigeschossige Wohnhäuser sowie kleinteilige Hofanlagen, 18. und 19. Jahrhundert, sowie Kellereimühle und dreigeschossiger spätklassizistischer Zeilenbau | BW                             |
| Denkmalzone Westliche Vorstadt  | Kaiserslauterer Straße 1–33, 35, Friedhofstraße 1–4, Eichstraße 22 Lage                                                                    |                         | im Mittelalter entstandene westlich Vorstadt entlang der Verbindungsstraße zu den heutigen westlichen Stadtteilen, im Ursprung bäuerlicher Siedlungsbereich, überwiegend zweigeschossige Zeilenbauten, 18. und 19. Jahrhundert | BW                             |
| Denkmalzone Forsthaus Jägerthal | westlich der Stadt an der B 37 Lage | 18. und 19. Jahrhundert | Hofanlage, 18. und 19. Jahrhundert, an der Stätte eines leiningischen „Schlösschens“; bauliche Gesamtanlage: im Kern barocker eingeschossiger Krüppelwalmdachbau, um 1825; Wohngebäude südöstlich davon; an der Hofzufahrt ehemaliges Wachhäuschen, kleiner Kuppelrundbau, um 1770; im Vorgarten Brunnen; zweiteilige Ökonomie; Gartenmauer | Fotos hochladen                |

### Einzeldenkmäler
| Bezeichnung                               | Lage                                                                 | Baujahr                            | Beschreibung | Bild                                    |
| ----------------------------------------- | -------------------------------------------------------------------- | ---------------------------------- | --- | --------------------------------------- |
| Stadtbefestigung                          |                                                                      | vor 1360                           | 1360 erstmals erwähnte turmbesetzte Stadtmauer mit vorgelagertem Graben, anhand von Straßenführungen und spärlichen Resten von Mauer und Türmen nachvollziehbar: Turmreste Mannheimer Straße 12, Weinstraße Nord 28, Mauerreste Marktgasse 1, Marktgasse 7 und der als Vorposten dienende Vigilienturm (Sonnwendstraße) | Direkt Bild zu diesem Denkmal hochladen |
| Stadtmauer                                | Burgstraße, in Nr. 16 Lage                                           | 14. Jahrhundert                    | in einer rückwärtigen Mauer erhaltener Teil der Stadtbefestigung des 14. Jahrhunderts | BW                                      |
| Wohnhaus                                  | Eichstraße 7 Lage                                                    | 1769                               | spätbarocker Putzbau, bezeichnet 1769, Aufstockung 1835 | Fotos hochladen                         |
| Hofanlage                                 | Eichstraße 10 Lage                                                   | spätes 18. Jahrhundert             | Kleinbauernhof, spätes 18. Jahrhundert; eingeschossiges spätbarockes Wohnhaus, teilweise Veränderung der Nebengebäude im 19. Jahrhundert | Fotos hochladen                         |
| Fasseiche                                 | Eichstraße 12 Lage                                                   | 1838                               | ehemalige Fasseiche; spätklassizistischer Putzbau, 1838 | Fotos hochladen                         |
| Wohnhaus                                  | Eichstraße 14 Lage                                                   | 1816                               | Wohnhaus einer ehemaligen Gerberei, großvolumiger nachbarocker Krüppelwalmdachbau, bezeichnet 1816 | Fotos hochladen                         |
| Wohnhaus                                  | Eichstraße 16 Lage                                                   | 1717                               | Wohnhaus eines ehemaligen Bauernhofs, barockes Fachwerkhaus, bezeichnet 1717, Steinerneuerungen des frühen 18. Jahrhunderts | Fotos hochladen                         |
| Graf’sches Haus                           | Eichstraße 22 Lage                                                   | nach 1802                          | auch Altes Museum; nördliches Wohnhaus: vierzehnachsiger klassizistischer Massivbau mit Mezzanin, nach 1802; südliches Wohnhaus: um 1815, Erweiterung und Aufstockung 1876 | Fotos hochladen                         |
| Hofanlage                                 | Gerberstraße 13 Lage                                                 | 1812                               | ehemaliger Winzerhof, eingeschossiger Putzbau, 1812, Rokoko-Portal wohl um 1770 | Fotos hochladen                         |
| Gerberei                                  | Gerberstraße 16 Lage                                                 | 18. und 19. Jahrhundert            | ehemalige Gerberei; langgestreckte, geknickte Anlage, 18. und 19. Jahrhundert; Putzbau mit geknicktem Satteldach, 1830er Jahre, Verbindungstrakt und eingeschossiges Giebelhaus, 18. Jahrhundert | weitere Bilder Fotos hochladen          |
| Hofanlage                                 | Hinterbergstraße 20 Lage                                             | 18. Jahrhundert                    | Dreiseithof; barockes Wohnhaus, teilweise Zierfachwerk, 18. Jahrhundert, Scheune, ehemaliger Stall, Torpfeiler (Spolie) bezeichnet 1770, Ökonomie 19. Jahrhundert | Fotos hochladen                         |
| Dürkheimer Haus                           | Kaiserslauterer Straße 1 Lage                                        | 1835/36                            | ehemals Hausgaststätte der Winzergenossenschaft „Vier Jahreszeiten“; großvolumiger Zweiflügelbau, 1835/36, Balkon um 1870, rückwärtiger Flügel 1864 und 1875 erneuert | weitere Bilder Fotos hochladen          |
| Gaststätte Pfälzer Hof                    | Kaiserslauterer Straße 2 Lage                                        | um 1830                            | Putzbau über tonnengewölbtem Keller und Saalbau mit Walmdach, um 1830, Überformung der hofseitigen Fassade des Saals um 1870 | Fotos hochladen                         |
| Hofanlage                                 | Kaiserslauterer Straße 3 Lage                                        | Ende des 18. Jahrhunderts          | spätbarocke Hofanlage; eingeschossiger Putzbau mit Torfahrt und Bruchsteinscheune, Ende des 18. Jahrhunderts, rückwärtiger Nebentrakt um 1900 über älteren Resten erneuert, Treppenaufgang um 1900; straßenbildprägend | weitere Bilder Fotos hochladen          |
| Wohnhaus                                  | Kaiserslauterer Straße 8 Lage                                        | 1798                               | spätbarocker Putzbau mit Torfahrt, bezeichnet 1798 | weitere Bilder Fotos hochladen          |
| Hofanlage                                 | Kaiserslauterer Straße 16 Lage                                       | 18. Jahrhundert                    | spätbarocker Winzerhof, 18. Jahrhundert; Putzbau, wohl aus der Mitte des 18. Jahrhunderts, eingeschossiger Mansardwalmdach-Anbau, spätes 18. Jahrhundert; Nebengebäude 18. Jahrhundert, Aufstockung 19. Jahrhundert, im Garten Holzpavillon mit Pagodendach, 1900 | BW                                      |
| Torfahrt                                  | Kaiserslauterer Straße, an Nr. 17 Lage                               | 18. Jahrhundert                    | spätbarocke Torfahrt, 18. Jahrhundert | BW                                      |
| Hof Zum Roßtäuscher                       | Kaiserslauterer Straße 30 Lage                                       | 16. und 18. Jahrhundert            | ehemaliger Winzerhof, vormals Hof Zum Roßtäuscher; zwei Wohnhäuser, 16. und 18. Jahrhundert: Krüppelwalmdachbau, teilweise Fachwerk, Treppenturm, teilweise Fachwerk, bezeichnet 1591, Kellerabgang bezeichnet 1559, zweites Wohnhaus, Putzbau bezeichnet 1718, Torfahrt um 1600 | BW                                      |
| Kellerabgang und Torfahrt                 | Kaiserslauterer Straße, an Nr. 32 Lage                               | 1611                               | Kellerabgang, bezeichnet 1611, Torfahrt wohl gleichzeitig | BW                                      |
| Weingut Gebrüder Bart                     | Kaiserslauterer Straße 42 Lage                                       | um 1910                            | dreiseithofartige Anlage, um 1910; barockisierendes Wohnhaus, eingeschossiges Nebengebäude, zweigeschossiger Nebentrakt, Hofmauer mit Torfahrt | BW                                      |
| Weingut Zumstein                          | Kaiserslauterer Straße 45 Lage                                       | um 1787                            | drei spätbarocke Gebäude, um 1787, Veränderungen im 19. und 20. Jahrhundert; Stundentafel (Bild), um 1840; anspruchsvolles Wohnhaus, zweieinhalbgeschossiger spätklassizistischer Walmdachbau, bezeichnet 1863 und 1865, 1858/59, Architekt Theodor Brofft, Frankfurt; ortsbildprägend | weitere Bilder Fotos hochladen          |
| Napoleonbank                              | Karl-Räder-Allee, vor Nr. 22c Lage                                   | 18. oder 19. Jahrhundert           | Ruhebank zum Abstellen auf dem Kopf getragener Lasten, 18. oder 19. Jahrhundert, zwei Querbalken über drei Pfeilern | Fotos hochladen                         |
| Wohnhaus                                  | Kirchgasse 9 Lage                                                    | um 1820                            | großvolumiger nachbarocker Krüppelwalmdachbau, um 1820; platzbildprägend | weitere Bilder Fotos hochladen          |
| Stadtmauer                                | Kirchgasse, an Nr. 13 Lage                                           | 14. Jahrhundert                    | Teile der Stadtbefestigung, 14. Jahrhundert, in der rückwärtigen Hauswand | BW                                      |
| Protestantisches Dekanat und Gemeindehaus | Kirchgasse 14 Lage                                                   | 1606                               | Putzbau, im Kern von 1606, Kellerumbau und Obergeschoss wohl aus dem frühen 18. Jahrhundert, Erweiterung 1932 ff. | weitere Bilder Fotos hochladen          |
| Protestantische Schlosskirche             | Kirchgasse 16 Lage                                                   | 12. Jahrhundert                    | Turmuntergeschoss aus dem 12. Jahrhundert, Obergeschosse und dreischiffige querhauslose Sandsteinquader-Pseudobasilika um 1300, neugotischer Turmaufsatz 1865/66; ortsbildprägend; Grabkapelle der Grafen von Leiningen, bald nach 1500, Grabmäler des 16. bis 18. Jahrhunderts; am Außenbau Abtsgrabmal, in der Umfassungsmauer des ehemaligen Kirchhofs sechs Grabplatten, 14. bis 16. Jahrhundert                                                                                  | weitere Bilder Fotos hochladen          |
| Wohnhaus                                  | Kurbrunnenstraße 19 Lage                                             | 1875                               | zweieinhalbgeschossiger Gründerzeitbau mit Mansardgiebeldach, 1875; platzbildprägend mit Nr. 21a und 21b | Fotos hochladen                         |
| Villa                                     | Kurbrunnenstraße 20 Lage                                             | 1899                               | Villa, 1899, reiches Zierfachwerk im Dachgeschoss, mit Ausstattung | Fotos hochladen                         |
| Wohnhaus                                  | Kurbrunnenstraße 21a Lage                                            | 1851                               | Putzbau, 1851, Aufstockung wohl um 1872 | Fotos hochladen                         |
| Haus der Jugend                           | Kurbrunnenstraße 21b Lage                                            | 1877                               | zweieinhalbgeschossiger Putzbau, 1877; Anbau mit belebter Dachlandschaft, 1906; platzbildprägend mit Nr. 19 und 21a | Fotos hochladen                         |
| Wohn- und Geschäftshaus                   | Kurgartenstraße 5 Lage                                               | 1866                               | Wohn- und Geschäftshaus; schmaler, dreigeschossiger Putzbau, 1866; straßenbildprägend | weitere Bilder Fotos hochladen          |
| Torfahrt                                  | Kurgartenstraße, an Nr. 7 Lage                                       | 1599                               | spätgotische Torfahrt, bezeichnet 1599, in mehrfach verändertem spätbarockem Wohnhaus | weitere Bilder Fotos hochladen          |
| Wohnhaus                                  | Kurgartenstraße 10 Lage                                              | 1849                               | sandsteingegliederter Zeilenbau, 1849 | weitere Bilder Fotos hochladen          |
| Katholische Pfarrkirche St. Ludwig        | Kurgartenstraße 15 Lage                                              | 1828/29                            | anspruchsvoller klassizistischer Walmdachbau mit Portikus, 1828/29, Architekt Johann Bernhard Spatz, Speyer | weitere Bilder Fotos hochladen          |
| Villa Denis                               | Kurgartenstraße 18 Lage                                              | 1868                               | großvolumiger spätklassizistischer Walmdachbau, 1868, Architekt eventuell Paul Camille von Denis; straßenbildprägend | Fotos hochladen                         |
| Burgkirche                                | Leininger Straße 19 Lage                                             | 1756                               | ehemalige protestantische Pfarrkirche; barocker Turm, bezeichnet 1756 und 1758, 1840 erhöht, Haube 1956, Nordgiebel 1877, zweigeschossige Wiederherstellung des Saals nach Kriegszerstörung 1953–56, Architekten Hans und Ernst Buch, Bad Dürkheim, und Hans Georg Fiebiger, Kaiserslautern; zugehörig: ehemaliges Pfarrhaus, heute Gemeindehaus, Putzbau mit Krüppelwalm, 1756 | weitere Bilder Fotos hochladen          |
| Kreissparkasse                            | Mannheimer Straße 12 Lage                                            | 1937                               | ehemaliges Gebäude der Kreissparkasse Bad Dürkheim; Dreiflügelanlage, hochgesockelte Walmdachbauten, 1937, Architekt Joseph Müller, Neustadt an der Weinstraße; platzbildprägend | Fotos hochladen                         |
| Stadtmauerturm                            | Mannheimer Straße, hinter Nr. 12 Lage                                | Mitte des 14. Jahrhunderts         | rundes Bruchsteinerdgeschoss eines Stadtmauerturms, Mitte des 14. Jahrhunderts, Fachwerkobergeschoss, zweite Hälfte des 18. Jahrhunderts | Fotos hochladen                         |
| Bahnhofsgebäude                           | Mannheimer Straße 14 Lage                                            | 1872/73                            | dreiflügeliger, spätklassizistischer Sandsteinbau auf H-förmigem Grundriss, 1872/73; platzbildprägend | weitere Bilder Fotos hochladen          |
| Kriegerdenkmal 1870/71                    | Mannheimer Straße, vor Nr. 14 Lage                                   | 1911                               | auf dem Bahnhofsplatz monumentales Kriegerdenkmal 1870/71, 1911, Architekt Oswald Bieber, München | Fotos hochladen                         |
| Wohnhaus                                  | Mannheimer Straße 22 Lage                                            | 1832/33                            | großes villenartiges Wohnhaus, 1832/33 über barocken Resten (18. Jahrhundert), Erweiterung mit sandsteingegliedertem Krüppelwalmdachbau 1898 | Fotos hochladen                         |
| Wagenhalle der Rhein-Haardt-Bahn          | Mannheimer Straße 53 Lage                                            | 1913                               | Wagenhalle der Rhein-Haardtbahn mit anliegendem Wohnhaus des Bahnhofvorstehers, Heimatstil, 1913, Architekt Philipp Andresson; großvolumige Halle mit Krüppelwalmdach, technische Ausstattung, sandsteinverblendeter Trakt mit Pultdach, dreigeschossiges Wohnhaus mit belebter Dachlandschaft; bauliche Gesamtanlage | Fotos hochladen                         |
| Burgturm                                  | Marktgasse, bei Nr. 1 Lage                                           | frühes 13. Jahrhundert             | gerundeter Mauerzug eines Turms der Burgbefestigung, wohl aus dem frühen 13. Jahrhundert | BW                                      |
| Burgturm                                  | Marktgasse, zu Nr. 7 Lage                                            | frühes 13. Jahrhundert             | im Keller eines Nebengebäudes Kellermauern eines Turms der Burgbefestigung, wohl aus dem frühen 13. Jahrhundert | BW                                      |
| Gebäude des katholischen Pfarrverbandes   | Pfarrgässchen 2 Lage                                                 | 1926/27                            | Gebäude des katholischen Pfarrverbandes; viergeschossiger historisierender Walmdachbau, 1926/27 | Fotos hochladen                         |
| Napoleonbank                              | Portugieserstraße, bei Nr. 3 Lage                                    | 18. oder 19. Jahrhundert           | Ruhebank zum Abstellen auf dem Kopf getragener Lasten, 18. oder 19. Jahrhundert, Sandsteinpfeiler | Fotos hochladen                         |
| Wohn- und Geschäftshaus                   | Römerplatz 1 Lage                                                    | spätes 18. Jahrhundert             | spätbarockes Wohn- und Geschäftshaus mit Mansardgiebeldach, spätes 18. Jahrhundert, wohl über älteren Resten, bezeichnet 1739 | weitere Bilder Fotos hochladen          |
| Wohn- und Geschäftshaus                   | Römerplatz 2 Lage                                                    | 1845                               | großvolumiges Eckwohn- und Geschäftshaus, 1845 über älteren Resten; zweieinhalbgeschossiger Putzbau, Ladeneinbau um 1880/90 und um 1925; platzbildprägend | weitere Bilder Fotos hochladen          |
| Wohnhaus                                  | Römerplatz 8 Lage                                                    | 1787                               | spätbarockes Wohnhaus, bezeichnet 1787; platzbildprägend | weitere Bilder Fotos hochladen          |
| Wohn- und Geschäftshaus                   | Römerplatz 14 Lage                                                   | Ende des 18. Jahrhunderts          | spätbarockes Wohn- und Geschäftshaus mit Mansardgiebeldach, im Kern vom Ende des 18. Jahrhunderts, Ladeneinbau um 1860; straßen- und ortsbildprägend | Fotos hochladen                         |
| Wohn- und Geschäftshaus                   | Römerstraße 6/8 Lage                                                 | zweite Hälfte des 16. Jahrhunderts | Wohn- und Geschäftshaus mit Treppenturm, im Kern aus der zweiten Hälfte des 16. Jahrhunderts, über wohl mittelalterlichen Kellern (Mitte des 13. Jahrhunderts?), Torfahrt frühes 17. Jahrhundert | Fotos hochladen                         |
| Keller                                    | Römerstraße, unter Nr. 10 Lage                                       |                                    | Teil eines mittelalterlichen Kellers (siehe Römerstraße 6/8) | BW                                      |
| Haus Catoir                               | Römerstraße 20 Lage                                                  | 1781                               | vormals Leiningen-Falkenburger Hof; spätbarocker Putzbau mit Torfahrt, bezeichnet 1781 und 1854 (Renovierung); straßenbildprägend | Fotos hochladen                         |
| Leiningisches Schulhaus                   | Römerstraße 23 Lage                                                  | 1751                               | ehemaliges Leiningisches Schulhaus; barocker Putzbau, bezeichnet 1751, reiche spätklassizistische Erweiterung 1876 | Fotos hochladen                         |
| Wohn- und Geschäftshaus                   | Römerstraße 30 Lage                                                  | 1902                               | Eckwohn- und Geschäftshaus, neugotischer Mansardwalmdachbau, bezeichnet 1902, im Hof Pavillon; platzbildprägend | weitere Bilder Fotos hochladen          |
| Vorgarteneinfriedung                      | Schlossgartenstraße, zu Nr. 10/12 Lage                               | 1903                               | Vorgarteneinfriedung, Schmiedeeisen, Jugendstil, 1903 | Fotos hochladen                         |
| Wohn- und Geschäftshaus                   | Schlosskirchenpassage 2 Lage                                         | 1787                               | zweieinhalbgeschossiges sandsteingegliedertes Wohn- und Geschäftshaus, Torfahrt bezeichnet 1787, Umbau und Erweiterung 1866 | Fotos hochladen                         |
| Kurhaus der Stadt und Spielkasino         | Schlossplatz 1 Lage                                                  | 1822–26                            | anspruchsvoller klassizistischer Putzbau, 1822–26, Architekt wohl Johann Bernhard Spatz, Speyer; platzbildprägend; Sandsteinquadermauer mit barocker Inschrifttafel, 1739–41; barocker Pavillon mit Glockendach, 1741 (beides Überreste vom vorher hier stehenden Schloss Dürkheim); Englischer Garten (Kurgarten), 1845/46, Architekt Gartendirektor Metzger, Erweiterung 1950, Architekt Max Fischer, Ludwigshafen; Ostertag-Denkmal, 1909/10, Architekten Düll und Pezold, München | weitere Bilder Fotos hochladen          |
| Volksbank                                 | Schlossplatz 3a Lage                                                 | 1906/07                            | Verwaltungsgebäude der Volksbank; großvolumiger dreigeschossiger Neurenaissancebau mit bewegter Dachlandschaft, 1906/07, Architekt Philipp Andresson | weitere Bilder Fotos hochladen          |
| Pestalozzischule                          | Schulplatz 1 Lage                                                    | 1876/77                            | dreigeschossiger spätklassizistischer Walmdachbau, bezeichnet 1876/77, Architekt Theodor Brofft, Frankfurt | Fotos hochladen                         |
| Amtsgericht                               | Seebacher Straße 2 Lage                                              | 1901                               | neubarocke Dreiflügelanlage, Sandsteinquaderbau mit Walmdach, 1901 | Fotos hochladen                         |
| Wohnhaus                                  | Seebacher Straße 13 Lage                                             | 1900                               | eineinhalbgeschossiges spätgründerzeitliches Zeilenwohnhaus, 1900; Pavillon | Fotos hochladen                         |
| Vigilientempel                            | Sonnwendstraße, hinter Nr. 17a Lage                                  | 1842                               | Weinbergshäuschen; tempelartiger klassizistischer Putzbau, 1842; errichtet auf dem Stumpf des Vigilienturms der Stadtbefestigung | Fotos hochladen                         |
| Hofanlage                                 | Weinstraße Nord 1 Lage                                               | zweite Hälfte des 18. Jahrhunderts | im Kern spätbarocker Hakenhof, zweite Hälfte des 18. Jahrhunderts, Erweiterung zum Vierseithof und Fassadenumbau 1850; dreigeschossiges Wohnhaus, dreigeschossiger Nebentrakt, teilweise zweigeschossige Kelleranlage 18. und 19. Jahrhundert; ortsbildprägend | weitere Bilder Fotos hochladen          |
| Hofanlage                                 | Weinstraße Nord 5 Lage                                               | 1764                               | ehemaliger Winzerhof, dreigeschossiger, im Kern spätbarocker Putzbau, Torfahrt bezeichnet 1764, Aufstockung und abgewalmtes Satteldach 1871 | weitere Bilder Fotos hochladen          |
| Hofanlage                                 | Weinstraße Nord 7 Lage                                               | 1810                               | ehemaliger Winzerhof, spätbarockes Eckwohnhaus mit Krüppelwalm, bezeichnet 1810, über Hochkeller, wohl aus dem 18. Jahrhundert, rückwärtig Torfahrt eines Nebengebäudes, spätes 18. Jahrhundert; Stundentafel (Bild), um 1840 | weitere Bilder Fotos hochladen          |
| Wohn- und Geschäftshaus                   | Weinstraße Nord 9 Lage                                               | 1810                               | dreigeschossiges nachbarockes Zeilenwohn- und Geschäftshaus, 1810, Ladeneinbau um 1850/60 | weitere Bilder Fotos hochladen          |
| Torfahrt                                  | Weinstraße Nord, an Nr. 19 Lage                                      | 1795                               | ehemalige Torfahrt, Sandstein, bezeichnet 1795 | weitere Bilder Fotos hochladen          |
| Mühle und Wohnhaus                        | Weinstraße Nord 21 Lage                                              | 1731                               | ehemalige Mühle und Wohnhaus, spätbarocker Krüppelwalmdachbau über Gewölbekellern, bezeichnet 1731 | Fotos hochladen                         |
| Stadtmauerturm                            | Weinstraße Nord, bei Nr. 28 Lage                                     | um 1360                            | runder Bruchsteinbau, um 1360 | Fotos hochladen                         |
| Wohn- und Geschäftshaus                   | Weinstraße Nord 33 Lage                                              | zweite Hälfte des 18. Jahrhunderts | dreigeschossiges Zeilenwohn- und Geschäftshaus, teilweise im Kern aus der zweiten Hälfte des 18. Jahrhunderts, Erweiterung um 1850 | Fotos hochladen                         |
| Wohnhäuser                                | Weinstraße Nord 46 Lage                                              | 1787                               | zwei spätbarocke eingeschossige Wohnhäuser, bezeichnet 1787, 1878 zusammengefasst | Fotos hochladen                         |
| Weingut Fitz-Ritter                       | Weinstraße Nord 51 Lage                                              | 1785                               | L-förmiges Wohnhaus mit Krüppelwalmdach, Torfahrt bezeichnet 1785; Wachhäuschen, wohl um 1780, Sandsteinpforte, bezeichnet 1786 | Fotos hochladen                         |
| Spolie                                    | Weinstraße Süd, an Nr. 1 Lage                                        | 1748/49                            | Spolie der 1748/49 errichteten Synagoge, hebräisches Inschriftenband, bezeichnet [5]509 | Fotos hochladen                         |
| Hofanlage                                 | Weinstraße Süd 22 Lage                                               | 1841                               | Winzerhof, klassizistischer Walmdachbau auf U-förmigem Grundriss, 1841, eventuell um 1860 aufgestockt; im Kern spätbarockes Nebengebäude, 1841 überformt; Kelleranlagen unter dem Garten, 1881 | Fotos hochladen                         |
| Wohnhaus                                  | Weinstraße Süd 30 Lage                                               | 1836                               | klassizistisches Wohnhaus eines Winzerhofes, 1836, Aufstockung und Erweiterung 1857; mehrteilige Kelleranlage, 19. Jahrhundert; Pavillon mit Zeltdach, spätes 18. Jahrhundert | Fotos hochladen                         |
| Wohnhaus                                  | Weinstraße Süd 62 Lage                                               | um 1908                            | eingeschossiges villenartiges Wohnhaus mit Mansarddach, um 1908; ortsbildprägend | Fotos hochladen                         |
| Ruine Weilach                             | nördlich der Stadt am Fuß des Peterskopfes Lage                      | 1381                               | Bruchsteinmauerreste eines ehemaligen herrschaftlichen Hofes, Ersterwähnung 1381 | weitere Bilder Fotos hochladen          |
| Napoleonbank                              | nördlich der Stadt an der L 517 Lage                                 | 18. oder 19. Jahrhundert           | Ruhebank zum Abstellen auf dem Kopf getragener Lasten, 18. oder 19. Jahrhundert, Sandsteinpfeiler | Fotos hochladen                         |
| Heidenmauer                               | nördlich der Stadt auf einem Ausläufer des Peterskopfes Lage         | 5. Jahrhundert v. Chr.             | Reste einer keltischen Höhensiedlung, 5. Jahrhundert vor Christus | weitere Bilder Fotos hochladen          |
| Kriemhildenstuhl                          | nördlich der Stadt, unterhalb der Ostseite der Heidenmauer Lage      | 3. Jahrhundert                     | römischer Steinbruch; terrassenförmig abgebaute Quarzsandsteinwände mit Inschriften und Zeichnungen, 3. Jahrhundert | weitere Bilder Fotos hochladen          |
| Kaiser-Wilhelm-Höhe                       | nördlich der Stadt, unterhalb der Südspitze der Heidenmauer Lage     | 1888                               | turmartige Aussichtsplattform, bezeichnet 1888, Sandsteinbrüstung 1898 | weitere Bilder Fotos hochladen          |
| Napoleonbank                              | nordöstlich der Stadt nahe der Kläranlage im Bruch Lage              | 18. oder 19. Jahrhundert           | Ruhebank zum Abstellen auf dem Kopf getragener Lasten, 18. oder 19. Jahrhundert, Sandsteinpfeiler | Fotos hochladen                         |
| Weißer Stein                              | südlich der Stadt an der Grenze zu Wachenheim; Distrikt Planken Lage |                                    | sogenannter Streckarsch | BW                                      |
| Flaggentürmchen                           | südlich der Stadt auf der Kuppe des Fuchsmantels Lage                | 1854                               | ehemaliger Malakoff-Turm; neugotischer Gelbsandsteinquaderbau, bezeichnet 1854 | weitere Bilder Fotos hochladen          |
| Lambertskreuz                             | südwestlich der Stadt an der Gemarkungsgrenze nach Wachenheim Lage   | 15. Jahrhundert                    | Sandstein, wohl aus dem 15. Jahrhundert | Fotos hochladen                         |
| Breiter oder Weißer Stein                 | südwestlich der Stadt auf dem Salweidenkopf Lage                     |                                    | bezeichnet u. a. mit drei Kreuzen | BW                                      |
| Grenzsteine                               | südwestlich der Stadt beim Weisenberg Lage                           | um 1830                            | Grenzstein bezeichnet mit vier Kreuzen und U; daneben Grenzstein, bezeichnet mit LD und 72 (= Limburg-Dürkheimer Wald Nr. 72), um 1830 | BW                                      |
| Ruine Schaudichnichtum                    | südwestlich der Stadt im Limburg-Dürkheimer Wald Lage                | 18. Jahrhundert                    | Bruchsteinmauerreste eines Jagdhauses, wohl aus dem 18. Jahrhundert | Fotos hochladen                         |
| Spätrömische Bergbefestigung Drachenfels  | westlich der Stadt auf dem Drachenfels Lage                          | 3. Jahrhundert                     | befestigtes Gipfelplateau; Reste eines Doppelwalls, wohl aus dem 3. Jahrhundert, weiterer, eventuell älterer Wall | weitere Bilder Fotos hochladen          |
| Weißer Stein                              | westlich der Stadt im Isenachtal Lage                                | 1579                               | Viergemarksstein, bezeichnet 1579, 1680, 1741, 1750 | BW                                      |
| Forsthaus Kehrdichannichts                | westlich der Stadt im Limburg-Dürkheimer Wald Lage                   | 1832/33                            | vormals leiningisches Jagdgut, eingeschossiger Walmdachbau, 1832/33, Architekt Johann Bernhard Spatz, Speyer; an der Fassade Spolien des barocken Vorgängers; barocker Teilkeller | Fotos hochladen                         |
| Ruine Murrmirnichtviel                    | westlich der Stadt im Limburg-Dürkheimer Wald Lage                   | Anfang des 18. Jahrhunderts        | Reste der Grundmauern des ehemaligen Jagdhauses, wohl vom Anfang des 18. Jahrhunderts; unterhalb der Ruine reliefierter Jagdstein, 1618 | weitere Bilder Fotos hochladen          |

### Ehemalige Kulturdenkmäler
| Bezeichnung | Lage                                   | Baujahr                            | Beschreibung | Bild                           |
| ----------- | -------------------------------------- | ---------------------------------- | --- | ------------------------------ |
| Hofanlage   | Kaiserslauterer Straße 5 Lage          | zweite Hälfte des 18. Jahrhunderts | barocker Winzerhof, zweite Hälfte des 18. Jahrhunderts; Putzbau mit Torfahrt, rückwärtig gewölbte Halle, um 1800; aus Denkmalliste gelöscht, teilweise abgebrochen | Fotos hochladen                |
| Gradierbau  | Weinstraße Nord und Salinenstraße Lage | 1846/47                            | offene Holzkonstruktion auf Sandsteinpfeilern, offener Dachstuhl, 1846/47, Architekt Albert Schenk; ortsbildprägend; nach Brand von 2007 aus Denkmalliste gelöscht | weitere Bilder Fotos hochladen |
| Spolie      | Weinstraße Nord, an Nr. 28 Lage        | 1762                               | Portal-Keilstein, spätbarock, bezeichnet 1762; aus Denkmalliste gelöscht, heute Parkhaus (siehe Bild)                                                              | Fotos hochladen                |

## Grethen

### Denkmalzonen
| Bezeichnung                                    | Lage                                                         | Baujahr | Beschreibung | Bild                           |
| ---------------------------------------------- | ------------------------------------------------------------ | ------- | --- | ------------------------------ |
| Denkmalzone Klosterruine Limburg an der Haardt | westlich des Ortes auf dem Höhenrücken über der Isenach Lage | um 1042 | Umfassungsmauern der frühromanischen dreischiffigen Säulenbasilika mit Doppelturmfassade, um 1042; Krypta, gegen 1035; Reste des romanischen Kapitelsaals; spätgotisches ehemaliges Sommer- und ehemaliges Winterrefektorium; romanischer Klosterbrunnen; Reste der landschaftgärtnerischen Gestaltung des Ruinenumfelds, 1844 von Johann Christian Metzger | weitere Bilder Fotos hochladen |

### Einzeldenkmäler
| Bezeichnung                             | Lage                                              | Baujahr   | Beschreibung | Bild                           |
| --------------------------------------- | ------------------------------------------------- | --------- | --- | ------------------------------ |
| Kriegerdenkmal und Grabmäler            | Bürgermeister-Gropp-Straße, auf dem Friedhof Lage | ab 1825   | Friedhof um 1825 angelegt, um 1890 und 1983 erweitert; Kriegerdenkmal, 1866 und 1870/71, Rotsandstein, um 1885; zwei Grabmäler für Theobald Wernz († 1874) und Anna Wernz († 1864) von Aloys Boller, Worms; Grabmal Peter Wernz († 1825) und Maria Wernz († 1851), 1852 von Ph. Wirth, Bad Dürkheim | Fotos hochladen                |
| Katholische Pfarrkirche St. Margarethen | Bürgermeister-Gropp-Straße 4 Lage                 | 1790–1805 | schlichter spätbarocker Saalbau, 1790–1805 | weitere Bilder Fotos hochladen |
| Rat- und Schulhaus                      | Friedrich-Ebert-Straße 29 Lage                    | 1849/50   | ehemaliges Rat- und Schulhaus; zweieinhalbgeschossiger Sandsteinquaderbau, 1849/50, Aufstockung 1875/76 | Fotos hochladen                |
| Protestantische Pfarrkirche             | Friedrich-Ebert-Straße 40 Lage                    | 1887–89   | dreischiffige neugotische Rotsandsteinquader-Staffelhalle, 1887–89, Architekt Theodor Bente, Speyer | weitere Bilder Fotos hochladen |
| Herzogmühle                             | Hermann-Schäfer-Straße 17 Lage                    | 1736      | heute Pfalzmuseum für Naturkunde; repräsentativer barocker Mansardwalmdachbau, bezeichnet 1736, Erneuerung um 1860 | BW                             |
| Kindergarten                            | Im Röhrich 2 Lage                                 | 1927/28   | neubarocker Walmdachbau, teilweise über Hochkeller, 1927/28; platzbildprägend | BW                             |
| Kriegerdenkmal                          | Im Röhrich, bei Nr. 2 Lage                        | 1931      | an der Gartenumfriedung: Kriegerdenkmal 1914/18, 1931 von Fritz Herrfurth, Bad Dürkheim | BW                             |
| Spolie                                  | Im Röhrich, an Nr. 27 Lage                        | 1551      | Spolie der ehemaligen Abtei Limburg, Sandsteinrelief, bezeichnet 1551 | BW                             |
| Kilometerstein                          | Kaiserslauterer Straße, vor Nr. 184 Lage          | um 1875   | Kilometerstein, um 1875 | Fotos hochladen                |

## Hardenburg

### Denkmalzonen
| Bezeichnung                      | Lage                                                   | Baujahr                | Beschreibung | Bild                           |
| -------------------------------- | ------------------------------------------------------ | ---------------------- | --- | ------------------------------ |
| Denkmalzone Burgruine Schlosseck | nordwestlich des Ortes auf dem Sporn des Rahnfels Lage | frühes 13. Jahrhundert | Abschnittsburg angelegt zur Sicherung der Hardenburg, Bergfried und Schildmauer mit (wiederaufgebautem) Portal, Reste der Vorburg, frühes 13. Jahrhundert | weitere Bilder Fotos hochladen |
| Denkmalzone Burgruine Hardenburg | westlich des Ortes Lage                                | nach 1205              | Burg der Grafen von Leiningen, nach 1205 gegründet, Ausbau im 16. Jahrhundert, 1794 teilweise gesprengt, Restaurierungen 1888, 1952, 1980ff.; geringe Reste des Ursprungsbaus, 13. Jahrhundert, Hauptburg mit drei Ecktürmen, 16. Jahrhundert, Treppenturm des Herrenbaus, 1550, Kelleranlage 1509, sogenannter Marstall, sogenannte Münze; Befestigung des Nonnenfelsens | weitere Bilder Fotos hochladen |

### Einzeldenkmäler
| Bezeichnung                        | Lage                                                                | Baujahr    | Beschreibung | Bild                           |
| ---------------------------------- | ------------------------------------------------------------------- | ---------- | --- | ------------------------------ |
| Rat- und Schulhaus                 | Am Schlossbrunnen 13 Lage                                           | 1911       | ehemaliges Rat- und Schulhaus; eingeschossiger Putzbau auf hohem Sockel, 1855, späthistoristischer Fachwerk-Firstreiter mit Spitzhelm, 1911               | weitere Bilder Fotos hochladen |
| Relief                             | Kaiserslauterer Straße, gegenüber Nr. 336 Lage                      | um 1770/80 | Jagdrelief, spätbarock, um 1770/80 | BW                             |
| Forstamt                           | Kaiserslauterer Straße 343 Lage                                     | 1856       | Forstamt mit Wohnung des Forstdirektors; Putzbau auf teilweise obertägigem Keller, 1856                                                                   | BW                             |
| Schulhaus                          | Kaiserslauterer Straße 349 Lage                                     | 1911       | ehemaliges Schulhaus mit Lehrerwohnhaus; barockisierender Putzbau, 1911, Pyramiden- bzw. Walmdach, Treppenturm; straßenbildprägend                        | BW                             |
| Kriegerdenkmal                     | Kaiserslauterer Straße, vor Nr. 349 Lage                            | um 1928    | monumentales Kriegerdenkmal 1914/18, um 1928 von Theodor Joanni, Ludwigshafen                                                                             | BW                             |
| Hotel und Gaststätte Leininger Hof | Kaiserslauterer Straße 351/353 Lage                                 | 1912       | barockisierender Krüppelwalmdachbau, Treppenturm mit Zeltdach, eingeschossiges Nebengebäude mit Walmdach, bezeichnet 1912; straßenbildprägend mit Nr. 349 | BW                             |
| Wohnhaus                           | Schlossberg 12 Lage                                                 | um 1900    | eineinhalbgeschossiges villenartiges Wohnhaus im „Schweizerstil“, um 1900                                                                                 | BW                             |
| Kilometerstein                     | westlich des Ortes an der B 37 gegenüber der Isenach-Sägemühle Lage | um 1833    | Kilometerstein 25, Stundensäule, um 1833, nach 1872 umgearbeitet                                                                                          | Fotos hochladen                |
| Papierfabrik Schleipen             | westlich des Ortes an der B 37 (Kaiserslauterer Straße 405) Lage    | 1779       | sogenannte Große Papiermühle; Sandsteinplatte, bezeichnet 1779; ehemaliger Keilstein, bezeichnet 1811                                                     | BW                             |

## Leistadt

### Einzeldenkmäler
| Bezeichnung                         | Lage                                                         | Baujahr                 | Beschreibung | Bild                           |
| ----------------------------------- | ------------------------------------------------------------ | ----------------------- | --- | ------------------------------ |
| Rathaus                             | Hauptstraße 15 Lage                                          | 1750                    | ehemaliges Rathaus; aufwändiger spätbarocker Putzbau mit Glockenturm, bezeichnet 1750; Spolie, bezeichnet 1519                      | weitere Bilder Fotos hochladen |
| Protestantische Pfarrkirche         | Hauptstraße 26 Lage                                          | 1878–82                 | neugotischer Saalbau, 1878–82, Architekt Heinrich Erfle (Vater des gleichnamigen Optikers); mit Ausstattung, Walcker-Orgel von 1902 | weitere Bilder Fotos hochladen |
| Katholische Pfarrkirche St. Michael | Hauptstraße 91 Lage                                          | 1891/92                 | neugotischer Sandsteinquader-Saalbau, 1891/92, Architekt Joseph H. A. Lucas                                                         | weitere Bilder Fotos hochladen |
| Rat- und Schulhaus                  | Waldstraße 22 Lage                                           | 1873                    | ehemaliges Rat- und Schulhaus; großvolumiger Gründerzeitbau, bezeichnet 1873                                                        | weitere Bilder Fotos hochladen |
| Grenzstein                          | westlich des Ortes auf dem Weilerskopf Lage                  | 1595                    | Grenzstein mit Wappen der Leininger Grafen, bezeichnet 1595; daneben kleiner Loogfels mit Kreuz                                     | Fotos hochladen                |
| Suppenschüssel                      | westlich des Ortes auf dem Weilerskopf; Lage                 | 1826                    | Grenzstein, bezeichnet 1826 und H / N. 2 (Bild)                                                                                     | Fotos hochladen                |
| Krummholzerstuhl                    | westlich des Ortes beim Ungeheuersee Lage                    | 2. oder 3. Jahrhundert  | Reste eines römischen Steinbruchs, 2. oder 3. Jahrhundert                                                                           | Fotos hochladen                |
| Laurahütte                          | westlich des Ortes im Wald Lage                              | 1845                    | aufwändige tempelartige Jagdhütte, bezeichnet 1845                                                                                  | weitere Bilder Fotos hochladen |
| Kanapee                             | westlich des Ortes nahe der Teufelsmauer am Weilerskopf Lage | 14. bis 16. Jahrhundert | Reste einer angeblich zwischen dem 14. und 16. Jahrhundert bewohnten Einsiedelei                                                    | Fotos hochladen                |

## Seebach

### Einzeldenkmäler
| Bezeichnung            | Lage             | Baujahr | Beschreibung | Bild                           |
| ---------------------- | ---------------- | ------- | --- | ------------------------------ |
| Hofanlage              | Dorfplatz 1 Lage | 1749    | spätbarocke Hofanlage, im 19. Jahrhundert zum Dreiseithof erweitert; Wohnhaus mit Krüppelwalm, bezeichnet 1749 und 1799 (Umbau?), über älterem Keller, bezeichnet 1533; großvolumige ehemalige Scheune mit Krüppelwalm, um 1745, Umbau bezeichnet 1799; Torfahrt bezeichnet 1743; ortsbildprägend                      | BW                             |
| Protestantische Kirche | Dorfplatz 3 Lage | um 1220 | Ruine der Klosterkirche St. Laurentius; Querhaus und Vierungsturm romanisch, um 1220, mit älteren Teilen, wohl um 1140; Erneuerung des spätgotischen Langhauses 1880–87; zwei Grabplatten, 16. Jahrhundert und spätbarock; im Lapidarium mittelalterliche Architektur- und Grabplattenfragmente, romanische Sarkophage | weitere Bilder Fotos hochladen |
| Schulhaus              | Dorfplatz 5 Lage | 1870    | ehemaliges Schulhaus; zweieinhalbgeschossiger Putzbau, 1870, mit spätgotischen Gewänderesten, 1482–88, Unterkellerung wohl aus dem 17. oder 18. Jahrhundert | BW                             |

## Ungstein (mit Pfeffingen)

### Denkmalzonen
| Bezeichnung                               | Lage                                                                                              | Baujahr          | Beschreibung | Bild                           |
| ----------------------------------------- | ------------------------------------------------------------------------------------------------- | ---------------- | --- | ------------------------------ |
| Denkmalzone Ortskern Ungstein             | An der Kirche, Brunnengasse, Kirchstraße, Schulstraße, Waldgasse, Weinstraße, Wormser Straße Lage |                  | Siedlungskern, wie er sich vom Spätmittelalter bis zum 19. Jahrhundert entwickelt hat. Dicht gereihte Haken- und Dreiseithöfe, Scheunenkranz, Bausubstanz aus dem 18. und 19. Jahrhundert, bauliche Reste aus der Zeit vor der Pfalzzerstörung | BW                             |
| Denkmalzone Spätrömischer Burgus          | Kirchstraße 19, 21, 23 und 25, Weinstraße 66, 68, 72 Lage                                         | um 369           | geringe Mauerreste einer römischen Wehranlage einschließlich des dazugehörigen Gräberfeldes, wohl um 369 | BW                             |
| Denkmalzone Römisches Landgut am Weilberg | nördlich des Ortes Lage                                                                           | um 20/30 n. Chr. | Mauerreste, Anfang des 2. Jahrhunderts, eines ausgedehnten römischen Landgutes, von um 20/30 bis in das frühe 5. Jahrhundert genutzt | weitere Bilder Fotos hochladen |

### Einzeldenkmäler
| Bezeichnung                     | Lage                           | Baujahr                            | Beschreibung | Bild                           |
| ------------------------------- | ------------------------------ | ---------------------------------- | --- | ------------------------------ |
| Hofanlage                       | Kirchstraße 12 Lage            | 16. oder 17. Jahrhundert           | barocker Mansardwalmdachbau, teilweise Fachwerk, im Kern aus dem 16. oder 17. Jahrhundert, Toranlage aus der zweiten Hälfte des 18. Jahrhunderts, Bogen zum Hof um 1600 | weitere Bilder Fotos hochladen |
| Wohnhaus                        | Kirchstraße 14 Lage            | 1780                               | spätbarocker Putzbau, Torfahrt, bezeichnet 1780 | Fotos hochladen                |
| Wohnhaus                        | Kirchstraße 16 Lage            | 1598                               | Wohnhaus, teilweise Fachwerk, bezeichnet 1598, spätbarocke Überformung im 18. Jahrhundert; straßenbildprägend | BW                             |
| Torpfosten                      | Kirchstraße, an Nr. 17 Lage    | 1594                               | linker Torpfosten, bezeichnet 1594 | BW                             |
| Schulhaus                       | Kirchstraße 22 Lage            | 1836/37                            | ehemaliges Schulhaus, Walmdachbau, 1836/37 | BW                             |
| Protestantische Pfarrkirche     | Kirchstraße 29 Lage            | 1715                               | spätbarocker Saalbau mit mächtigem Glockenturm, bezeichnet 1715; mit Ausstattung | weitere Bilder Fotos hochladen |
| Kriegerdenkmäler                | Kirchstraße, bei Nr. 29 Lage   | um 1900 bis 1957                   | Kriegerdenkmal 1870/71, 1914/18 und 1939/45, Sandstein, 1957 von Franz Lind, Freinsheim | weitere Bilder Fotos hochladen |
| Pfarrhaus                       | Pfeffingen 2 Lage              | zweite Hälfte des 18. Jahrhunderts | ehemaliges Pfarrhaus; eingeschossiger spätbarocker Putzbau, zweite Hälfte des 18. Jahrhunderts, teilweise über Hochkeller, 1828, Zwerchhäuser 1828/29 | Fotos hochladen                |
| Torfahrt                        | Weinstraße, an Nr. 37 Lage     | zweite Hälfte des 18. Jahrhunderts | Torfahrt und Mannpforte, zweite Hälfte des 18. Jahrhunderts | Fotos hochladen                |
| Hofanlage                       | Weinstraße 46/48 Lage          | 18. und 19. Jahrhundert            | ehemaliger Bauernhof, ausgedehnte Hofanlage, 18. und 19. Jahrhundert; Nr. 48 spätbarocker Putzbau, teilweise Fachwerk (verputzt), 18. Jahrhundert, Hofeingang bezeichnet 1686 (Spolie), spätbarocke Torfahrt | BW                             |
| Hofanlage                       | Weinstraße 49 Lage             | 18. Jahrhundert                    | spätbarocke Hofanlage, 18. Jahrhundert; Wohnhaus mit verputzten Fachwerkgiebeln, Bruchsteinscheune, Schuppen | BW                             |
| Torflügel                       | Weinstraße, an Nr. 51 Lage     | 1888                               | Flügel der Toranlage, Guss- und Schmiedeeisen, bezeichnet 1888 | BW                             |
| Toranlage                       | Weinstraße, an Nr. 52 Lage     | zweite Hälfte des 18. Jahrhunderts | Toranlage, Torfahrt und Mannpforte, zweite Hälfte des 18. Jahrhunderts | BW                             |
| Wohnhaus                        | Weinstraße 53 Lage             | erste Hälfte des 18. Jahrhunderts  | eingeschossiges spätbarockes Hochkellerhaus, wohl aus der ersten Hälfte des 18. Jahrhunderts, Torfahrt um 1600 | Fotos hochladen                |
| Rathaus                         | Weinstraße 54 Lage             | 1856                               | ehemaliges Rathaus, großvolumiger Putzbau mit Krüppelwalm, 1856 | BW                             |
| Wohnhaus                        | Weinstraße 55 Lage             | 1741                               | eineinhalbgeschossiger spätbarocker Putzbau, Toranlage, bezeichnet 1741 | BW                             |
| Wohnhaus                        | Weinstraße 66 Lage             | Mitte des 18. Jahrhunderts         | eingeschossiger spätbarocker Mansarddachbau, Mitte des 18. Jahrhunderts; im rückwärtigen Neubau Schlussstein (?), wohl aus dem 16. Jahrhundert | BW                             |
| Türgewände                      | Weinstraße, an Nr. 67 Lage     | 1719                               | Türgewände der ehemaligen leiningischen Zehntscheune, spätgotische und barocke Motiven, bezeichnet 1719 | BW                             |
| Torfahrt                        | Weinstraße, an Nr. 69 Lage     | zweite Hälfte des 18. Jahrhunderts | Torfahrt und (zugesetzte) Mannpforte, zweite Hälfte des 18. Jahrhunderts | weitere Bilder Fotos hochladen |
| Hofanlage                       | Weinstraße 71/73 Lage          | um 1750                            | ehemaliges Anwesen von Verwandten der Grafen von Leiningen, barocker Vierseithof, um 1750; Nr. 73 L-förmiges Herrenhaus, eingeschossiger Mansardsatteldachbau, Umbau in der zweiten Hälfte des 19. Jahrhunderts, Nr. 71 Gesindehaus, eingeschossiger Mansardwalmdachbau, Erweiterung um 1850, Wirtschaftsgebäude und Hofpflaster 18. Jahrhundert, Torfahrt | BW                             |
| Wohnhaus                        | Weinstraße 74 Lage             | 1766                               | eingeschossiger spätbarocker Mansardsatteldachbau, bezeichnet 1766, Toranlage | BW                             |
| Gräflich-leiningisches Amtshaus | Weinstraße 75 Lage             | 1753                               | ehemaliges gräflich-leiningisches Amtshaus oder Zehnthaus (Wohnhaus der Amtsleute des Zehnthofs); spätbarocker Krüppelwalmdachbau, bezeichnet 1753, Toranlage; straßenbildprägend | BW                             |
| Wohnhaus                        | Wormser Straße 3 Lage          | Mitte des 18. Jahrhunderts         | eingeschossiges spätbarockes Winzerwohnhaus, wohl aus der Mitte des 18. Jahrhunderts, Hochkeller bezeichnet 1611, Torfahrt, um 1600, mit Fachwerküberbau der zweiten Hälfte des 19. Jahrhunderts; straßenbildprägend | BW                             |
| Wohnhaus                        | Wormser Straße 4 Lage          | 1717                               | eingeschossiges spätbarockes Hochkellerhaus, bezeichnet 1717, Erweiterung bezeichnet 1748, Dachstuhl wohl um 1830 | BW                             |
| Torfahrt                        | Wormser Straße, an Nr. 5 Lage  | um 1600                            | Torfahrt, Keilstein mit Wappen, um 1600, Veränderung bezeichnet 1738 | BW                             |
| Wohnhaus                        | Wormser Straße 9 Lage          | 1738                               | spätbarockes Wohnhaus, teilweise Fachwerk (verputzt), bezeichnet 1738, rückwärtig Hochkeller, Torfahrt bezeichnet [16?]20 | BW                             |
| Schlussstein                    | Wormser Straße, an Nr. 15 Lage | 1599                               | Schlussstein einer ehemaligen Torfahrt, bezeichnet 1599 | BW                             |
| Hofanlage                       | Wormser Straße 32 Lage         | 17. und 18. Jahrhundert            | Hofanlage, 17. und 18. Jahrhundert; L-förmiges Wohnhaus, teilweise Zierfachwerk, im Kern um 1600, Dachstuhl und Eindeckung 18. Jahrhundert, Wirtschaftsgebäude 18. Jahrhundert, Hofmauer mit Renaissance-Torfahrt, um 1600; Gartenpforte bezeichnet 1685                                                                                                   | BW                             |